# Arthrostylidium farctum
Arthrostylidium farctum är en gräsart som först beskrevs av Jean Baptiste Christophe Fusée Aublet, och fick sitt nu gällande namn av Thomas Robert Soderstrom och Alicia Lourteig. Arthrostylidium farctum ingår i släktet Arthrostylidium och familjen gräs.
Artens utbredningsområde är Franska Guyana. Inga underarter finns listade i Catalogue of Life.